# Bobobo-bo Bo-bobo
Bobobo-bo Bo-bobo (ボボボーボ・ボーボボ, Bobobōbo Bōbobo; ook wel bekend als Bo-bobo, bo^7 of bo x 7) is een Japanse manga die oorspronkelijk werd uitgegeven in het mangaweekblad Weekly Shōnen Jump. Er is ook een animeserie van gemaakt. In augustus 2007 is deze uitgezonden in Nederland op de zender Jetix, waar tot nu alleen de eerste 26 afleveringen te zien zijn. Er zijn in totaal 76 afleveringen.

## Plot
Het tamelijk absurdistische verhaal speelt zich af in het jaar 3001.5 in een fictief tiranniek rijk, waar de "Haarjagers" van heerser Tsuru Tsurulina IV (Nederlandse naam onbekend) terreur zaaien door van willekeurige voorbijgangers het haar te roven, en zo het volk in kaalheid achter te laten, en hun dorpen in puin. Als een van de weinigen neemt de rebel Bo-bobo met zijn team de strijd op tegen de tiran en zijn haarjagerbendes.

## Personages
Bobobo-bo Bo-bobo
Stem: Takehito Koyasu (Japans); Frans van Deursen (Nederlands)
Bobobo-bo Bo-bobo (ボボボーボ・ボーボボ, Bobobōbo Bōbobo) is een van de nakomelingen van het haarrijk. Hij strijdt tegen de haarjagers en hij bezit een sterke aanval, de "furie van de neushaar" (鼻毛真拳, hanage shinken).
Beauty
Stem: Ai Nonaka
Beauty (ビュティ, Byuti) is een meisje met roze haar dat door Bo-bobo geholpen werd. Sindsdien reist ze mee met Bo-bobo. Ze is te serieus en ziet daardoor de humor van de situatie vaak niet in.
Donplak
Stem: Masaya Onosaka
Donplak, of oorspronkelijk Don Patch (首領パッチ, Don Patchi), is een onzijdige oranje bal met stekels. Hij heeft een pop genaamd Yaya (Ya-kun). Verder heeft hij zo goed als geen krachten en is niet altijd serieus te nemen. Hij is gebaseerd op de mascotte van het Japanse knettersnoep Don Pach (ドンパッチ) uit de jaren 80.
Jelly Jiggler
Stem: Keiichi Sonobe
Jelly Jiggler (ところ天の助, Tokoro Tennosuke) is een blauwe pudding, maar smaakt naar lychee. Na jarenlang onverkocht in een supermarkt te hebben gestaan, werd hij ontslagen, en verbitterd nam hij dienst bij de Haarjagers, waar hij het tot generaal bracht. Na een mislukte actie waarbij hij door Bo-bobo werd verslagen en vernederd, keerde hij terug in de supermarkt. Dat was het begin van een bizarre reeks omzwervingen, waarbij hij meerdere malen in het team van Bo-bobo wordt opgenomen en enthousiast meevecht, om dan weer in de vergetelheid te verzinken.
Rufter
Stem: Naomi Shindo
Rufter (ヘッポコ丸, Heppokomaru), of in het Engels Gasser, is een jongen. Hij is fel tegen de haarjagers en heeft de kracht van de "furie van de walgwind", in andere woorden superruften.
Softon
Stem: Hikaru Midorikawa
Softon (ソフトン, Sofuton) is een man met een grote softijs als masker. Softon maakt gebruik van de "Babylon Shinken" (バビロン真拳).